# 비나테로스역
비나테로스역(스페인어: Vinateros)은 마드리드 지하철 9호선의 역이다. 마드리드 모라탈라스 구의 비나테로스 로에서 호세 데 파사몬테 거리와 아로요 벨린코소 거리가 만나는 교차로 지점에 위치해 있다. 요금구역 상으로는 A구역에 속한다.
역 근처에는 미구엘 델리베스 시립도서관과 마드리드 디자인학교, 마누엘 사인스 비쿠냐 공공학교 등이 있다.

## 역사
1980년 1월 31일 9호선 첫 구간 (사인스 데 바란다-파보네스) 개통과 함께 문을 열었다. 2006년부터 2007년까지는 내부 리모델링 공사를 진행하였으며, 기존의 철제 마감재를 걷어내고 밝은 느낌의 소재로 교체하였다.

## 환승 정보
역 주변에 시내버스 정류장이 두 곳 있다.
버스
- 시내버스
  - 71번 노선 (주간)

지하철
| 마드리드 지하철           | 마드리드 지하철       | 마드리드 지하철               |
| ------------------------- | --------------------- | ----------------------------- |
| 에스트레야 파코 데 루시아 | 마드리드 지하철 9호선 | 아르티예로스 아르간다 델 레이 |